# Johann Wolfgang Brügel
Johann Wolfgang Brügel (3. července 1905 Hustopeče – 15. listopadu 1986 Londýn) byl československý právník a historik německé národnosti, člen německé sociální demokracie, který spolupracoval s exilovou vládou v Londýně.

## Život a působení
V letech 1923-1928 vystudoval práva na Německé univerzitě v Praze a po promoci pracoval jako úředník ve státní správě. Od roku 1924 se angažoval v německé sociální demokracii a v letech 1930-1935 byl osobním tajemníkem jejího předsedy a ministra československé vlády Ludwiga Czecha.
Roku 1939 emigroval do Francie a pak do Londýna, kde pracoval jako úředník exilové vlády. Po válce se vrátil do ČSR, po roce 1948 musel ale znovu emigrovat. Publikoval řadu prací ze soudobých dějin, zejména o vztahu Čechů a Němců.

## Ocenění
Roku 1989 byl jmenován čestným občanem města Hustopeče a roku 1991 byl vyznamenán Řádem T. G. Masaryka III. třídy in memoriam.

## Výběr z díla
- Tschechen und Deutsche. 1918–1938. (Češi a Němci 1918-1938) Nymphenburger Verlagshandlung, München 1967
- Czechoslovakia before Munich : The German minority problem and British appeasement policy. (Československo před Mnichovem. Problém německé menšiny a britská politika usmiřování) Cambridge University Press, London 1973
- Stalin und Hitler. Pakt gegen Europa. (Stalin a Hitler. Pakt proti Evropě) Europa-Verlag, Wien 1973, ISBN 3-203-50452-9
- Tschechen und Deutsche. 1939–1946. Nymphenburger Verlagshandlung, München 1974, ISBN 3-485-03543-2